# 尼爾斯 (伊利諾伊州)
尼爾斯（英語：Niles）是位於美國伊利諾伊州庫克縣的一個村落。

## 地理
尼爾斯的座標為42°01′40″N 87°48′36″W / 42.02778°N 87.81000°W，而該地最高點為海拔高度197米（即646英尺）。

## 人口
根據2010年美國人口普查的數據，尼爾斯的面積為294.61平方千米，當中陸地面積為272.51平方千米，而水域面積為22.10平方千米。當地共有人口29803人，而人口密度為每平方千米101人。